# معركة تلمسان (1550)
وقعت معركة تلمسان في سبتمبر 1550 بين السعديين، السلطنة الشريفة، وإيالة الجزائر. نتيجة ترك أتراك مدينة الجزائر لمدينة تلمسان بيد حاكم زياني حسن أبو زيان، الذي كان تابع للإسبان. كان حسن باشا يخشى اندلاع انتفاضة من الجنود الانكشاريين في مدينة الجزائر وعليه بنى قلعة تلمسان للحيلولة دون اندلاع الانتفاضة في مدينة الجزائر، وفي سبتمبر 1550، قاد سلطان المغرب الشريف السعدي غزوًا للشرق من مدينة وجدة واستولى على تلمسان. ومنذ ذلك الحين، أصبحت تلمسان نقطة انطلاق لعدة حملات عسكرية السعدية ضد الحكم العثماني في الشلف ومستغانم. رد حسن باشا على ذلك وقرر استعادة منطقة تلمسان.
قرر حسن باشا استعادة تلمسان، فاجتمعت قواته لكنها فشلت امام جيش المغرب الذي انتصر في المعركة الأولى بتاريخ 4 سبتمبر.
وصلت التعزيزات الخاصة بالسعديين بقيادة مولاي عبد القادر أخيرًا لإنقاذ شقيقه المحاصر في تلمسان واتحدت قواتهم. فضل حسن قورصو في ذلك الوقت الانسحاب، الذي تسبب في خسائر، وتوقف الأعمال العدائية بسبب شهر رمضان.
احتفظ سلطان السعدي بتلمسان ولكنه فقدها في عام 1551 عندما انطلقت حملة كبيرة من جيش عثماني من مدينة الجزائر مع تعزيزات من قبائل من بني عباس.

## الخلفية التاريخية
في عام 1511، فقدت مملكة تلمسان استقلالها بالاعتراف بالسيادة الإسبانية. منذ ذلك الحين، تصارعت إسبانيا والأتراك وسلاطين المغرب وعلى نحو متتالي لاعتلاء مرشحيهما الزيانيين على العرش مدينة تلمسان. وفي عام 1549، أصبح الأتراك سادة الموقف، حيث عينوا مولاي حسن زياني على العرش مدينة تلمسان ونشروا غارة مكونة من 200 جندي في مشوار تلمسان. وفي نفس العام، وحد السعديون المغرب
و أصبحت الدولة السعدية قوة صاعدة، وأدى ذلك إلى خشية الأتراك في الجزائر من فقدان دعم الطوائف الدينية في غرب وهران: فالحكم الجديد للعرب الشرفاء السعديين للمغرب هو جوار أقل وداعة من السلالة البربرية للوطاسيين الذين أطيحوا بهم من العرش.
قام حسن باشا، ابن خير الدين، بإخلاء تلمسان وتركها لأحد الموالين للإسبان، وهو السلطان مولاي أبو زين الملقب حسن. وعلى إثر ذلك، اخفضت القوات الجزائرية الراية وتركت المشوار. وبالتالي، استولي السعديون على مدينة يسيطر عليها الإسبان. واستطاع الإسبان بعد ذلك أن يختاروا الدفاع عن حليفهم الزياني أو التخلي عنه، لكنهم فضلوا عدم التدخل، وذلك ربما بسبب اتفاق مع السعديين. واستطاع بكلربك الجزائر، حسن باشا، الاعتماد على قواته في تلمسان وعلى الأندلسيين لردع أي تمرد للانكشاريين من الجزائر. وبوصفه من الأهالي لأن أمه جزائرية، فإنه وجب عليه السيطرة باستمرار على الحزب الموالي للأتراك في الإدارة العثمانية. وفي نفس الوقت، ترك الفرصة لعدويه في الغرب، الإسبان في وهران والسعديين، لمواجهة بعضهما البعض.
وكان السعدي الشريف محمد الشيخ الطموح يتابع أحداث الشرق باهتمام انطلق في مارس 1549 ، أكثر من 6 000 فارس ضد كرسيف ، ثم تحت سيطرة وطاجين دبدو المتحالف مع الوطاسيين. دفع الاستيلاء على هذه المدينة قبائل بني سناسن والمديونة والترارة لتقديم استسلامهم.
الأتراك يقترحون على السعدي الشريف محمد المهدي عملا مشتركا ضد الإسبان : كان على جيوش العثمانية أن تتمركز أمام مستغانم وأن تقاطعهم مع قوات الشريف السعدي لمهاجمة وهران. تم إبرام اتفاقية حول مشاركة مجال الزيانيين : السعديين أخدو تلمسان بينما وهران ستذهب إلى الأتراك ,. ومع ذلك ، تظل الاتفاقية حبرا على ورق بسبب مكائد أتراك الجزائر مع ملك دبدو.
في 9 يونيو 1550، تمكن السعديين من الاستيلاء على تلمسان دون أي مقاومة. اعتقلوا قوات الثكنة التركية وزعيم الزيانيين مولاي حسن وأرسلوهم إلى فاس. ثم شن السعديون هجومًا على المنطقة بأكملها وأسروا دبدو وأقاموا حاكمًا هناك. تمكّن أمير دبدو من الحصول على إذن للتقاعد إلى مليلية مع قومه. ولكن السعديين لم يتركوا نجاحهم يقودهم نحو الشرق، فعاد مولاي حران المريض إلى فاس وتوفي بعد شهرين. بعدها، اندلعت ثورة قادها أحمد الأعرج في تافيلالت  واضطر السعديون للتدخل والتصدي لها.

## تسلسل الأحداث
بعدما فقد تلمسان، ولم يتمكن من تحمل وجود الجيش المغربي وسيادة المغربية على تلمسان، قرر الباي عثماني حسن باشا إعادة السيطرة على المدينة وذلك في أغسطس عام 1550. ولهذا الغرض، أمر حسن باشا حسن قورصو بقيادة الجيش في هذه الحملة.
تجمعت قوات عثمانية على الضفة اليمنى لنهر الشلف في شهر أغسطس 1550، وتألفت من 5000 جندي من الأتراك، والمودجارين، وكانت تحتوي أيضا على تعزيزات قوية من الفرسان موالين للأتراك لولاية الجزائر العثمانية، إضافة إلى 30 قطعة من الأسلحة الثقيلة. على الجانب الآخر، كانت قوات حسن قورصو تتألف من قوات عثمانية متعددة الجنسيات والأعراق، وتركزت بالقرب من وادي تلة، وقد ساعد البني راشد وزعيمهم المزوار المنصور بن بوغنم المغربيين، واستطاعوا الاستيلاء على تلمسان.
وكانت هناك ثكنة مغربية ضعيفة في المدينة تحت قيادة الأمير سعدي مولاي عبد القادر. وبسبب خوف السلطان السعدي محمد الشيخ على نجله الضعيف من مواجهة الأتراك، فقد قام بتجميع قوة إغاثة من فاس في نهاية شهر أغسطس. وكانت هذه القوة تضم 20 ألف فارس و15 قطعة أسلحة، وعهد بها الأمر إلى ابنه مولاي عبد الله.
وصل الجيش التركي  إلى تلمسان في الرابع من سبتمبر 1550، حيث كانت تنتظرهم الحامية المغربية بقيادة مولاي عبد القادر بحزم. اندلعت معركة بالقرب من وادي زادجة، وتعرض جيش مولى عبد قادر للهزيمة وعاد إلى تلمسان. ومن أجل استعادة المدينة، قام الباي العثماني ، حسن باشا، بإرسال جيش قوي تحت قيادة الراية البحرية العثمانية، حيث تمكنوا من استعادة المدينة وهزيمة الجيش المغربي برئاسة أمير مولى عبد قادر السعدي.
بعد أن سيطر الجيش التركي على مدينة تلمسان، أصبح الوضع حرجًا بالنسبة لمولاي عبد القادر الذي حاصره الأتراك في المدينة. ولكن خلال الليل، أبلغ أحد المنشقين حسن قورصو بوصول قوة إغاثة مغربية بقيادة أمير مولاي عبد الله، فقرر حسن قورصو الانسحاب على الفور. استغل المغاربة هذا الفرصة في الانطلاق لمطاردة الجيش التركي الذي تجبر على اللجوء إلى الجبال. وعانى مساعدو حسن قورصو من خسائر فادحة.
توقفت العمليات العسكرية بسبب حلول شهر رمضان، وانسحب الأتراك إلى الجزائر عبر مستغانم والقلعة، فيما عاد أبن السلطان السعدي إلى تلمسان. وبهذا الانتصار الكبير، تمكن الجيش المغربي بقيادة مولاي عبد الله من إعادة السيطرة على مدينة تلمسان في أغسطس 1550 بينما عاد أبناء السلطان إلى تلمسان.
ثم يصبح الوضع حرجًا بالنسبة لمولاي عبد القادر ، الذي يحاصره الأتراك في المدينة. لكن خلال الليل ، أبلغ أحد المنشقين حسن قورصو بوصول قوة إغاثة مغربية بقيادة مولاي عبد الله. ثم يقرر الانسحاب على الفور. المغاربة يستغلون هذا في الانطلاق سعياً وراء المنتصرين في اليوم السابق ، مما أجبر الجيش التوكي على اللجوء إلى الجبال. عانى مساعدو حسن قورصو المغاربي من خسائر فادحة على وجه الخصوص. ثم توقفت العمليات بسبب رمضان ، وانسحب الأتراك إلى مدينة الجزائر عبر مستغانم والقلعة ،

## نتائج المعركة
ترتب على المعركة نتائج مهمة، فقد نجحت القوات المغربية بقيادة مولاي عبد الله في إنقاذ مدينة تلمسان من السيطرة العثمانية، كما تمكنوا من قطع الطريق على العثمانيين وإجبارهم على الانسحاب إلى الجبال. وقد أسفرت المعركة عن خسائر كبيرة لكلا الجانبين، إذ تعرضت القوات المغربية والمنشقون الموالون لها لخسائر فادحة، بينما تكبد العثمانيون خسائر بشرية ومادية كبيرة.
وقد أثارت هذه المعركة تأثيرًا كبيرًا في المنطقة، فقد تحولت تلمسان إلى مدينة حصينة وآمنة، وتمكنت السلطنة المغربية من تعزيز نفوذها في المنطقة والدفاع عن حدودها، بينما خسرت السلطة العثمانية قوتها ونفوذها في المنطقة، مما أدى إلى تقليص نفوذها في الجزائر وفي شمال إفريقيا بشكل عام.
يرى أوغست كور بالعكس أن مولاي هاران، الذي تأثر بتشجيعات قادته ومنجذبيهم بالنجاحات السهلة وحزب من الجزائريين المعادين للأتراك، يدفعه لمهاجمة مستغانم. حصل حسن باشا بذلك على مبرر لتبرير تدخله في نظر السكان المسلمين. يشن سلسلة من الحملات العسكرية لإنقاذ القبائل الجزائرية التي فروا من المشرف السعدي مثل بني عامر بوهران ويطلق رد فعل ديني مع مؤامرة الأصدقاء.